# Гусятникова Парасковія Василівна
Парасковія Василівна Гусятникова (нар. 1899, місто Київ — ?) — радянська діячка, новатор виробництва, начальник цеху Київського заводу «Укркабель». Депутат Верховної Ради СРСР 1—4-го скликань (у 1937—1958 роках). Член ЦК КП(б)У в червні 1938 — березні 1954 р.

## Життєпис
Народилася в родині робітників у Києві (район Реп'яхівського яру). Батько Василь Гусятников, який працював казанярем дріжджового заводу, невдовзі помер; мати, Олена Давидівна, працювала прачкою, робітницею цементного заводу.
Парасковія Гусятникова закінчила початкову школу. Потім працювала хатньою робітницею в кравця та акцизного чиновника, була робітницею в городників на Куренівці в Києві.
З 1915 року — на підсобній роботі в лудильному цеху Київських майстерень Штрауса (потім — Київський кабельний завод («Укркабель»)).
Працювала шпульницею, обмотувальницею заводу «Укркабель», без відриву від виробництва закінчила вечірню школу та робітничий факультет.
Член ВКП(б) з 1930 року.
Навчалася в Промисловій академії в Москві.
Після закінчення академії працювала змінним майстром, диспетчером цеху, завідувачем виробництва цеху, а з 1936 року — начальником цеху № 5 (із випуску товарів широкого вжитку) Київського заводу «Укркабель».
Під час німецько-радянської війни разом із заводом була евакуйована до міста Свердловська, у 1944 році повернулася до Києва і продовжила працювати начальником цеху із випуску товарів широкого вжитку заводу «Укркабель».
З 1959 року — на пенсії в місті Києві.

## Нагороди
- орден Леніна (21.04.1939)
- орден Трудового Червоного Прапора УСРР (31.10.1932)[1]
- медаль «За доблесну працю у Великій Вітчизняній війні 1941—1945 рр.» (1945)
- медаль «За трудову доблесть» (7.03.1960)